# Taʻovala

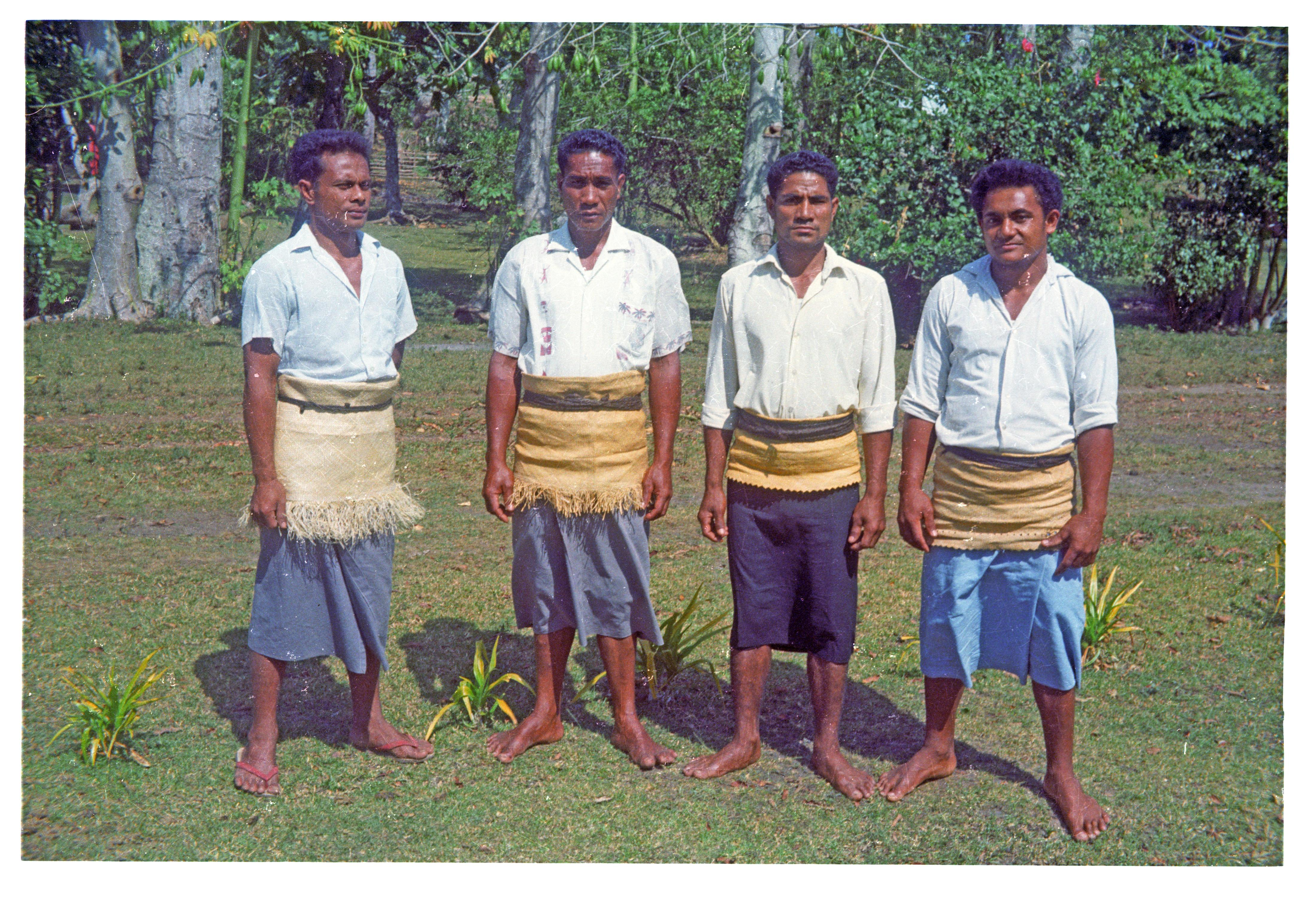
Des hommes de l'île de Niuatoputapu en 1969, dont au moins deux portent le ta'ovala.

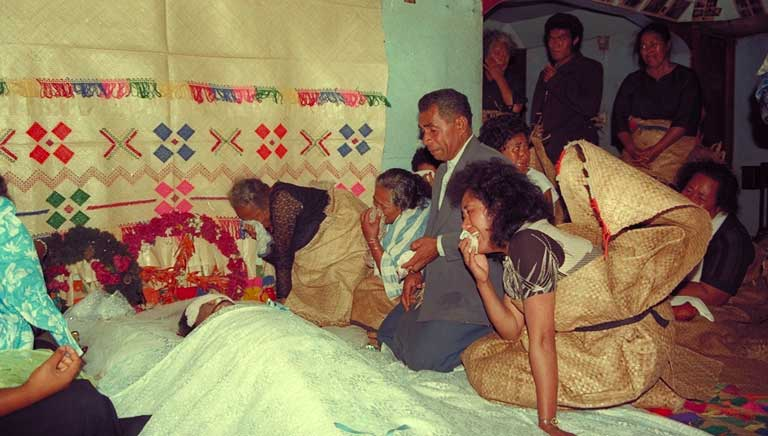
Divers ta’ovala d’enterrement aux Tonga.

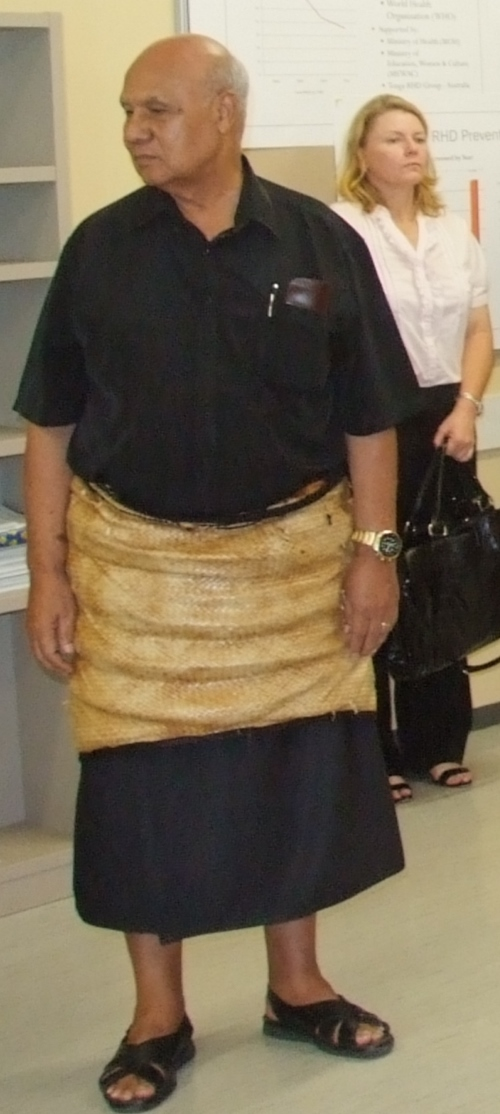
Un homme tongien portant le ta’ovala par-dessus un tupenu.

Le ta’ovala est un vêtement traditionnel originaire de Tonga constitué d’une natte enroulée autour de la taille et retenue à la taille par une kafa (fibres de coco), porté tant par les hommes que par les femmes lors d’occasions formelles. Il est également porté sur l’archipel des Lau aux Fidji et sur l'île de Wallis, qui furent culturellement influencés par Tonga.

## Tonga

### Origine
Selon une légende, un groupe de marins serait arrivé en bateau à Tu’i Tonga, leurs vêtements déchirés par la tempête. Ils taillèrent alors la voile de leur bateau, faite du même tissu, pour s’en draper. L’empereur, ému de leur sacrifice pour lui apparaître présentables, décréta que cela constituerait désormais le vêtement de cérémonie[réf. nécessaire].
Au XXe siècle, la reine Salote Tupou III décida que le ta’ovala ferait partie de l’uniforme des fonctionnaires, porté par-dessus la jupe traditionnelle tupenu. Elle imposa également aux roturiers de porter un ta’ovala dès qu'ils entraient dans une église ou un bâtiment gouvernemental, ce qui entraîna la généralisation de cet habit.

### Fabrication
Le ta’ovala est fabriqué par les femmes. Il peut être confectionné à partir de feuilles de pandanus, découpées en bandes de 15 mm (pour les enterrements) à quelques millimètres pour les plus fins. Les nattes sont alors toujours tissées à la main. Une alternative consiste à employer des bandes d'hibiscus appelées fau. Plus fines, elles peuvent être tressées, pour un coût moindre que le tissage à la main. Les ta’ovala d’uniformes sont généralement fabriquées ainsi.
Certains ta’ovala sont également fabriqués en fibre de plastique ou en fibre synthétique, afin de réduire les coûts. En effet, un ta’ovala traditionnel coûte plusieurs centaines de pa’anga, contre une trentaine pour le même habit synthétique. 

### Usage
Le ta’ovala porté quotidiennement est court, descendant à mi-cuisses. Celui des occasions festives telles que les mariages est beaucoup plus long et richement décoré. Le ta’ovala des enterrements est également long mais beaucoup plus grossier et sans décoration. Si le mort est de rang social supérieur à celui qui le porte, le ta’ovala devra également être vieux et déchiré.
L'anthropologue Niko Besnier note que l'usage de ce vêtement tend à se généraliser et qu'il n'est plus réservé aux personnes de haut rang. 
Lors de leur voyage à Tonga en 2018, le couple royale britannique Prince Harry et Meghan Markle se sont parés d'un ta’ovala. 

## Wallis

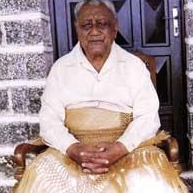
Le roi coutumier de Wallis, Tomasi Kulimoetoke, portant une natte ta'ovala.

À Wallis (Wallis-et-Futuna), le ta’ovala, ou tauaki, est fabriqué avec les fibres de l'écorce de l'hibiscus tiliaceus (fau), qui sont blanchies au soleil et parfois teintées. D'après l'anthropologue Sophie Chave-Dartoen, le mot ta’ovala désigne en réalité l'ensemble des nattes portées autour de la taille. Cela explique que le même mot soit employé pour les nattes en pandanus (rare à Wallis) et celles en hibiscus.

## Fidji
Dans les îles fidjiennes de l'archipel des Lau, le ta’ovala a été apporté par les Tongiens. C'est un vêtement dénommé kupeti qui prend la forme de la natte enroulant le corps.